# 岐阜県道341号御嵩可児線
岐阜県道341号御嵩可児線（ぎふけんどう341ごう みたけかにせん）は、岐阜県可児郡御嵩町から同県可児市までを結ぶ道路（県道）である。

## 概要
ほぼ名鉄広見線（新可児駅 - 御嵩駅間）のルートに沿っている。また、名鉄御嵩駅のやや手前より東側はほぼ旧中山道のルートであり、駅から先は御嶽宿跡の中を通っている。2005年（平成17年）3月19日の東海環状自動車道可児御嵩IC開通に合わせて一部区間の道路拡幅が行われ、国道21号可児御嵩バイパスに格上げされている。国道と重複しない区間は道幅が狭隘かつ、蛇行している。

### 路線データ
- 起点：岐阜県可児郡御嵩町御嵩（国道21号交点）
- 終点：岐阜県可児市広見 広見5交差点（岐阜県道64号可児金山線、岐阜県道363号可児停車場線交点）

## 通過する自治体
- 岐阜県
  - 可児郡御嵩町 - 可児市

## 交差する道路
- 岐阜県道363号可児停車場線（広見5交差点で直結）
- 岐阜県道64号可児金山線（広見5交差点）
- 岐阜県道381号多治見八百津線
- 東海環状自動車道（MAGロード）可児御嵩IC
- 国道21号可児御嵩バイパス（一部重複）
- 岐阜県道83号多治見白川線（古屋敷交差点）
- 国道21号現道